# 擬赤鼻棱鯷
擬赤鼻棱鯷（学名：Thryssa kammalensoides）為輻鰭魚綱鲱形目鳀科的其中一種，分布於印度洋區的印度東部海域，棲息深度可達50公尺，本魚顎骨短，頂端尖的而且正好對鰓蓋的邊緣達到;第一個上顎骨不存在，在下鰓耙上的鋸齒不形成一叢。體具一黑的鞍狀斑，延伸至在鰓裂的上半部後面的區域的後頸上，臀鰭軟條31-32枚，體長可達11.2公分，棲息在河口區，可做為食用魚。

## 擴展閱讀
維基物種上的相關：擬赤鼻棱鯷